# Сушка (приток Актая)
Сушка (овраг Ямбухтинский, тат. Сушка) — река в Татарстане, левый приток реки Актай.

## Описание
Длина реки 17 км, площадь водосбора 110 км². Протекает на северо-востоке Спасского района по открытой слабозаселённой низменной местности.
Берёт начало в овраге Ямбухтинский у южной окраины села Ямбухтино. Течёт через село на северо-северо-запад и впадает в Актай у верхней окраины села Вожи. В межень река частично пересыхает.
Основные притоки впадают справа. У устья реку пересекает автодорога Алексеевское — Болгар.
В бассейне также находится д. Танино. Общая численность населения в бассейне — 436 человек (2018 г.).

## Данные водного реестра
По данным государственного водного реестра России относится к Нижневолжскому бассейновому округу, водохозяйственный участок реки — Камский участок Куйбышевского водохранилища от устья Камы до пгт Камское Устье без рек Шешма и Волга. Речной бассейн реки — Волга от верховий Куйбышевского водохранилища до впадения в Каспий.
Код водного объекта в государственном водном реестре — 11010000312112100004507.